# Robin Gibb

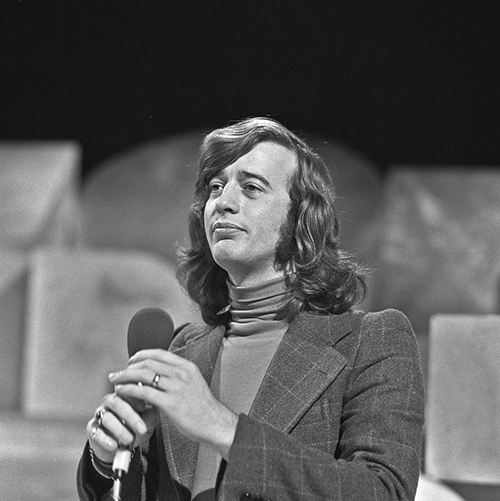
Robin Gibb 1973.

Robin Hugh Gibb, född 22 december 1949 i Douglas, Isle of Man, död 20 maj 2012 i London, var en brittisk-australisk musiker och sångare, medlem i gruppen Bee Gees tillsammans med Barry Gibb och Maurice Gibb.
Han var tvåäggstvilling med Maurice Gibb.
Robin Gibb hade sonen Spencer Gibb och dottern Melissa från sitt första äktenskap med Molly Hullis. Tillsammans med sin hustru Dwina hade han en son, Robin-John. Robin Gibb var vegetarian.

## Diskografi (Solo)
Singlar
- Saved By The Bell (1969)
- One Million Years (1969)
- August October (1970)
- Oh Darling (1978)
- Sesame Street Fever (1978, med Sesame Street)
- Help Me! (1980, med Marcy Levy)
- Juliet (1983)
- How Old Are You? (1983)
- Another Lonely Night In New York (1984)
- Boys Do Fall In Love (1984)
- Secret Agent (1984)
- In Your Diary (1984)
- Like A Fool (1985)
- Toys (1986)
- Please (2002)
- Wait Forever (2003)
- My Lover's Prayer (2003, med Lance Bass och Wanya Morris, promo)
- My Lover's Prayer (2004, med Alistair Griffin)
- First of May (2005, med G4)
- Mother of Love (2006)
- Too Much Heaven (2007, med US5)
- Alan Freeman Days (2008)
- Wing and a Prayer (2008)
- Ellan Vannin [Home Coming Mix] (2008)
- Don't Cry Alone (2012)

Album
- Robin's Reign (1970)
- Sing Slowly Sisters (1970, outgiven)
- How Old Are You? (1983)
- Secret Agent (1984)
- Walls Have Eyes (1985)
- Magnet (2003)
- Live (2005)
- My Favourite Christmas Carols (2006)
- 50 St Catherine's Drive (2014)

Soundtrack
- Sgt Pepper's Lonely Hearts Club Band (1978)
- Times Square (1980)

Producent
- Jimmy Ruffin: Sunrise (1980) (tillsammans med Blue Weaver)
- Royal Philharmonic Orchestra: The Titanic Requiem (2012) (tillsammans med Robin-John Gibb)